# Vicoforte
Vicoforte – miejscowość i gmina we Włoszech, w regionie Piemont, w prowincji Cuneo.
Według danych na rok 2004 gminę zamieszkiwało 3020 osób, 120,8 os./km².